# 古菲里奇 (伊利諾伊州)
古菲里奇（英語：Goofy Ridge）是位於美國伊利諾伊州梅森縣的一個人口普查指定地區。

## 地理
古菲里奇的座標為40°23′42″N 89°56′22″W / 40.39500°N 89.93944°W，而該地最高點為海拔高度149米（即489英尺）。

## 人口
根據2010年美國人口普查的數據，古菲里奇的面積為3.49平方千米，當中陸地面積為3.49平方千米，而水域面積為0.00平方千米。當地共有人口350人，而人口密度為每平方千米100.29人。